# Håkan Martinsson
Håkan Martinsson, född 24 juli 1945 i Oskarshamns församling, var en svensk kyrkomusiker i Stockholm.

## Biografi
Martinsson föddes 24 juli 1945 i Oskarshamns församling. Han studerade 1963–1968 vid Kungl. Musikhögskolan och avlades solostdiplom i orgel. Martinsson arbetade 1968–1971 som organist i Norbergs församling och 1971–1982 som organist i Österhaninge församling. Från augusti 1982 arbetade han som organist i Storkyrkoförsamlingen, Stockholm.

## Diskografi
- 1984 – Orgelmusik i Norbergs kyrka.[5]
- 1997 – Håkan Martinsson spelar på orgeln i Österhaninge kyrka.
- 1999 – Stor Orgel i Storkyrkan.
- 2001 – It's Christmas Time.

## Musikverk
- Tillitens mässa (text: Caroline Krook), för orgel och blandad kör (SATB). Uruppfördes under Stockholms vattenfestival 1996.
- Den signade dag, för orgel.

### Arrangemang
- Innan gryningen
- En Midvintersaga